# إليزابيث النمساوية ملكة فرنسا
إليزابيث من النمسا (بالألمانية: Elisabeth von Österreich) (5 يوليو 1554 - 22 يناير 1592) هي ملكة فرنسا قرينة بزواجها من شارل التاسع، هي عضو من آل هابسبورغ النمسا، فبطبع هي أبنة ماكسيمليان الثاني، إمبراطور روماني مقدس وماريا من إسبانيا أبنة كارلوس الأول ملك إسبانيا.